# 胡忠亮
胡忠亮（?—?）字寅安，籍贯四川荣昌（今属重庆市），中华民国军事将领。

## 生平
胡忠亮早年入四川武备学堂，而陈宧曾任该学堂会办，故陈宧与胡忠亮有师生关系。辛亥革命时期，胡忠亮任职于重庆蜀军政府军政部。蜀军政府同大汉四川军政府达成合并草约后，夏之时通电全国并电告四川都督府，宣布依照合并草约的规定，任命中国同盟会会员、南京临时政府任命的蜀军总司令熊克武为重庆镇抚府师长，统率镇抚府军队，龙光任第1旅旅长，胡忠亮任第2旅旅长。
四川都督尹昌衡出征后，代理都督胡景伊觊觎四川都督一职，便派胡忠亮作为代表赴北京，通过参謀部次长（代理部务）陈宧向袁世凱表示效忠。经陈宧游说，袁世凯任命胡景伊为四川都督，尹昌衡则被任命为川边经略使。1913年，胡忠亮被派为政治会议议员。
1914年7月12日，袁世凯大总统策令任命四川检察使胡忠亮兼任四川陆军第三师师长。1915年陈宧就任四川将军，他撤销了胡忠亮的第三师的编制，将该师分为黄鹄举的第一混成旅，钟体道的第二混成旅。
1924年9月10日，胡忠亮被将军府授为“蔚威将军”。 